# Масайский язык
Масайский язык (самоназвание: ɔl Maa) относится к восточным нилотским языкам, распространён в южной Кении и северной Танзании среди народа масаи числом около 800000 человек. Является ближайшим родственником других языков кластера маа: самбуру (Центральная Кения), чамус (к югу от озера Баринго), и паракуйю (Танзания). Все указанные языки и народности исторически объединялись общим названием ɔl Maa.

## Фонология
Как и в прочих языках группы маа, масайскому языку свойственна гармония гласных по принципу продвинутости корня языка. Имеются 9 контрастивных гласных, а гласная /a/ — нейтральна с точки зрения гармонии гласных. Масайский язык — тональный, выбор правильного тона играет большую смыслоразличительную роль.

## Синтаксис
Обычный порядок слов — VSO, однако он может меняться, поскольку тон является самым главным различителем подлежащего и дополнения. Реально различение идёт не столько между подлежащим и сказуемым, сколько между топиком и комментарием (как в китайском, в какой-то мере также во французском); таким образом, порядок слов скорее соответствует следующей схеме: глагол — топик — комментарий.
В масайском языке имеется только два грамматических предлога, но для передачи местоположения могут, наряду с предлогами, использоваться «относительные существительные».